# Rudgea hemisphaerica
Rudgea hemisphaerica är en måreväxtart som beskrevs av John Duncan Dwyer och Charlotte M. Taylor. Rudgea hemisphaerica ingår i släktet Rudgea och familjen måreväxter.
Artens utbredningsområde är Panamá. Inga underarter finns listade i Catalogue of Life.